# Superpies (serial animowany)
Superpies (ang. Underdog, 1964–1973) – amerykański serial animowany.
Premiera serialu miała miejsce 3 października 1964 roku. Po raz ostatni serial wyemitowano w 1973 roku. Na podstawie serialu powstał aktorski film pełnometrażowy Ultrapies. W Polsce serial nadawany był na kanale RTL 7.

## Obsada (głosy)
- Wally Cox jako Superpies
- Allen Swift
- Norma MacMillan

## Wersja polska
- Wersja polska: RTL 7
- Opracowanie: STUDIO START w Łodzi
- Tekst: Małgorzata Kasprzak na podstawie tłumaczenia Ewy Jagiełło
- Czytał: Mariusz Siudziński

## Postacie
- Uroczy Pucybut / Super Pies (ang. Shoeshine Boy / Underdog)
- Słodka Polly (ang. Sweet Polly Purebred)
- Szymon Okrutnik (ang. Simon Bar-Sinister)
- Król Bongo Kongo (ang. King Leonardo)
- Złota Łapka (ang. Savoir-Faire Mouse)
- Kot Klondike (Monsieur Klondike) (ang. Klondike Kat)
- Major
- Łowca (ang. Hunter)
- Szczwany Lis
- Pingwin Tennessee (ang. Tennessee Tuxedo)
- Chumley
- Phunes J. Whoopie
- Biggie Rat
- Riff Raff
- Tooter Turtle
- Indianie:
  - Ruffled Feather
  - Running Board
- Pułkownik Kojot
- Generał Niusens
- Elektryczny Węgorz

| Fraza po angielsku                         | Dubbing meksykański                                   | Wersja polska                    |
| ------------------------------------------ | ----------------------------------------------------- | -------------------------------- |
| There's no need to fear, Underdog is here! | No hay nada que temer, ¡Supercán cumple con su deber! | Nie roń łez, Super Pies tu jest! |